# Vincent Barrière
Pas d'image ? Cliquez ici

a Compétitions nationales et continentales officielles uniquement.

Dernière mise à jour le 15 juin 2017.
Vincent Barrière, né le 14 avril 1988, est un joueur de rugby à XV français qui évolue au poste de troisième ligne aile au sein de l'effectif de Valence Romans Drôme rugby depuis 2017.

## Biographie
En 2017, il quitte le CS Bourgoin-Jallieu pour rejoindre le Valence Romans Drôme rugby qui joue dans la poule Élite de Fédérale 1.